# NGC 3209
NGC 3209 је елиптична галаксија у сазвежђу Лав која се налази на NGC листи објеката дубоког неба.
Деклинација објекта је + 25° 30' 17" а ректасцензија 10h 20m 38,5s. Привидна величина (магнитуда) објекта NGC 3209 износи 12,7 а фотографска магнитуда 13,7. NGC 3209 је још познат и под ознакама UGC 5584, MCG 4-25-2, CGCG 124-3, PGC 30242.